# Erihip
L'erihip (Erihippus tingae) és una espècie extinta de mamífer perissodàctil de la família dels èquids que visqué a l'Àsia oriental durant l'Eocè inferior, fa entre 48,6 i 55,8 milions d'anys. Se n'han trobat restes fòssils a la província de Hunan (República Popular de la Xina). És l'èquid més antic conegut de l'Eocè de la Xina. Es tracta de l'única espècie del gènere Erihippus. Es diferencia de Cymbalophus i el sifrhip per l'absència de cíngols a les dents molars superiors. El nom genèric Erihippus significa 'cavall de l'alba', mentre que el nom específic tingae fou elegit en honor de la professora Su-Yin Ting.